# Färnebofjärden
Färnebofjärden är en nationalpark i Sverige, vid Dalälven, söder om Österfärnebo och Gysinge, på gränsen mellan Uppsala län (Uppland) och Gävleborgs län (Gästrikland). Mindre delar ligger i Dalarnas län (Dalarna) och Västmanlands län (Västmanland), och de fyra länen möts på den lilla ön Tjuvholmen. Ingen annanstans i Sverige möts fyra län på detta sätt. Norrlands sydligaste punkt ligger även i området.
Nationalparken är på 10 100 hektar, varav 4 110 hektar vattenområde, och inrättades 1998.
Det stora området sträcker sig från Gysinge bruk över till Mattön, där det nästan helt omgärdar Gysinge naturreservat. Därifrån sträcker det sig över Dalälven och vidare in i Uppland där det gränsar till Hedesundafjärdens naturreservat och därefter går förbi Sevedskvarn och vidare söderut mot Östa och Ingbo. Vid Norr Ekedal i Enåkers socken viker nationalparken av mot väster in i Västmanland och Möklinta socken, därefter går det åt nordväst och passerar gränsen mot Dalarna och når där fram till Tyttbo. Därefter viker gränsen av mot nordost och går åter in i Gästrikland.
Området är känt för det rika fågellivet samt speciella miljöer som älvängar, översvämningsmark, gammelskog och forsar. Det finns ett utsiktstorn i Skekarsbo.
Området är även känt för sin rikedom på mygg, framförallt översvämningsmygg, sommartid.

## Bilder

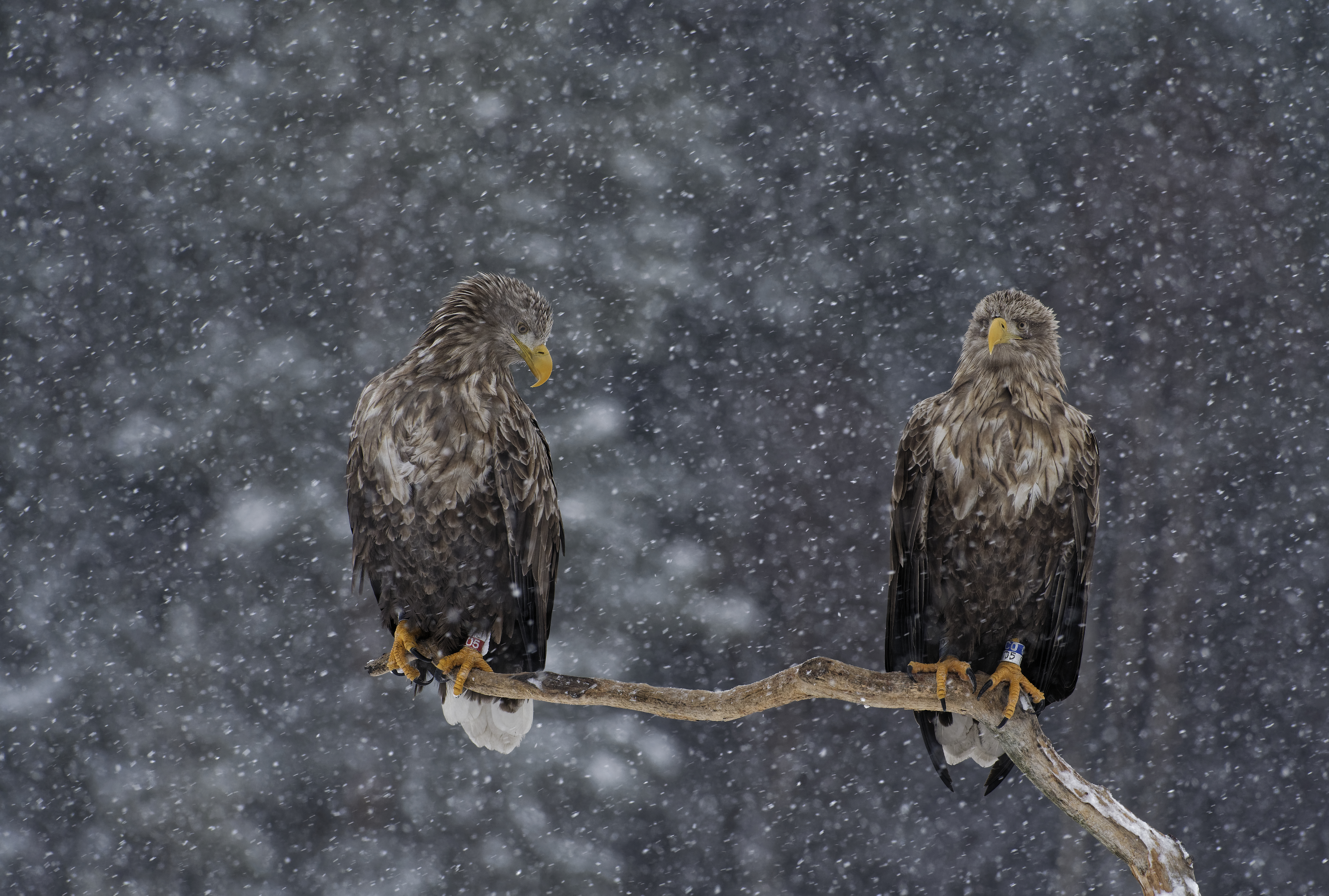
Havsörnar
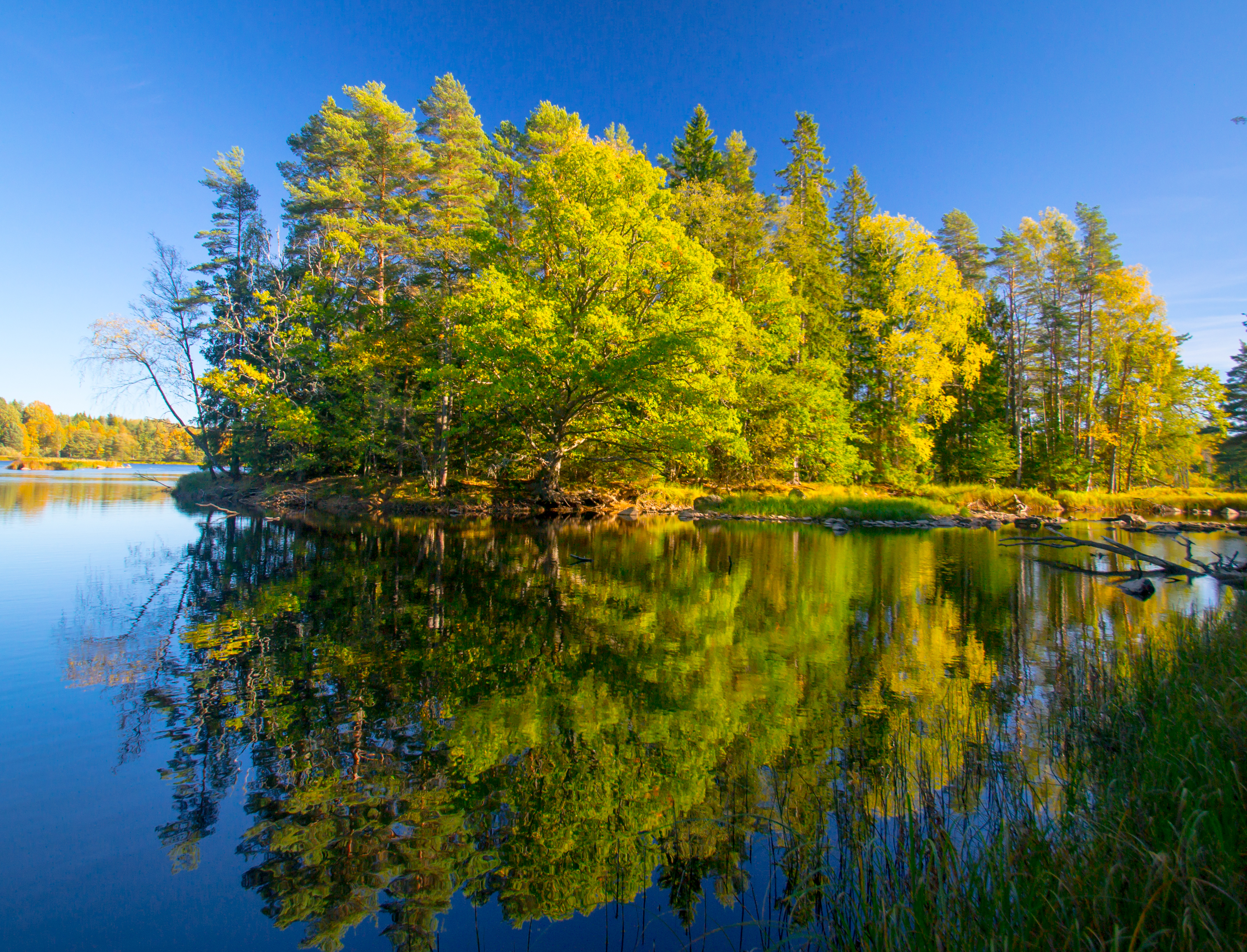
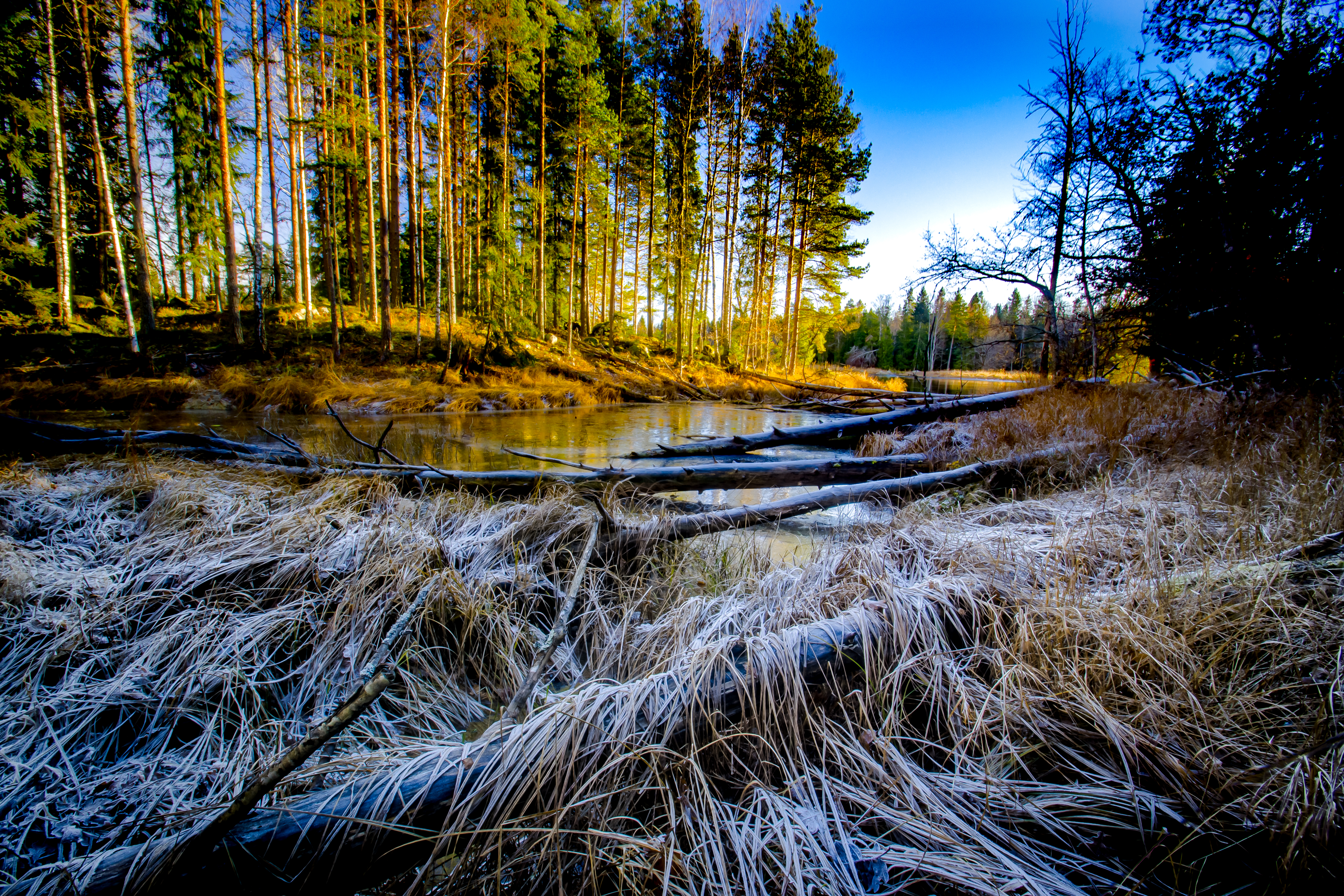
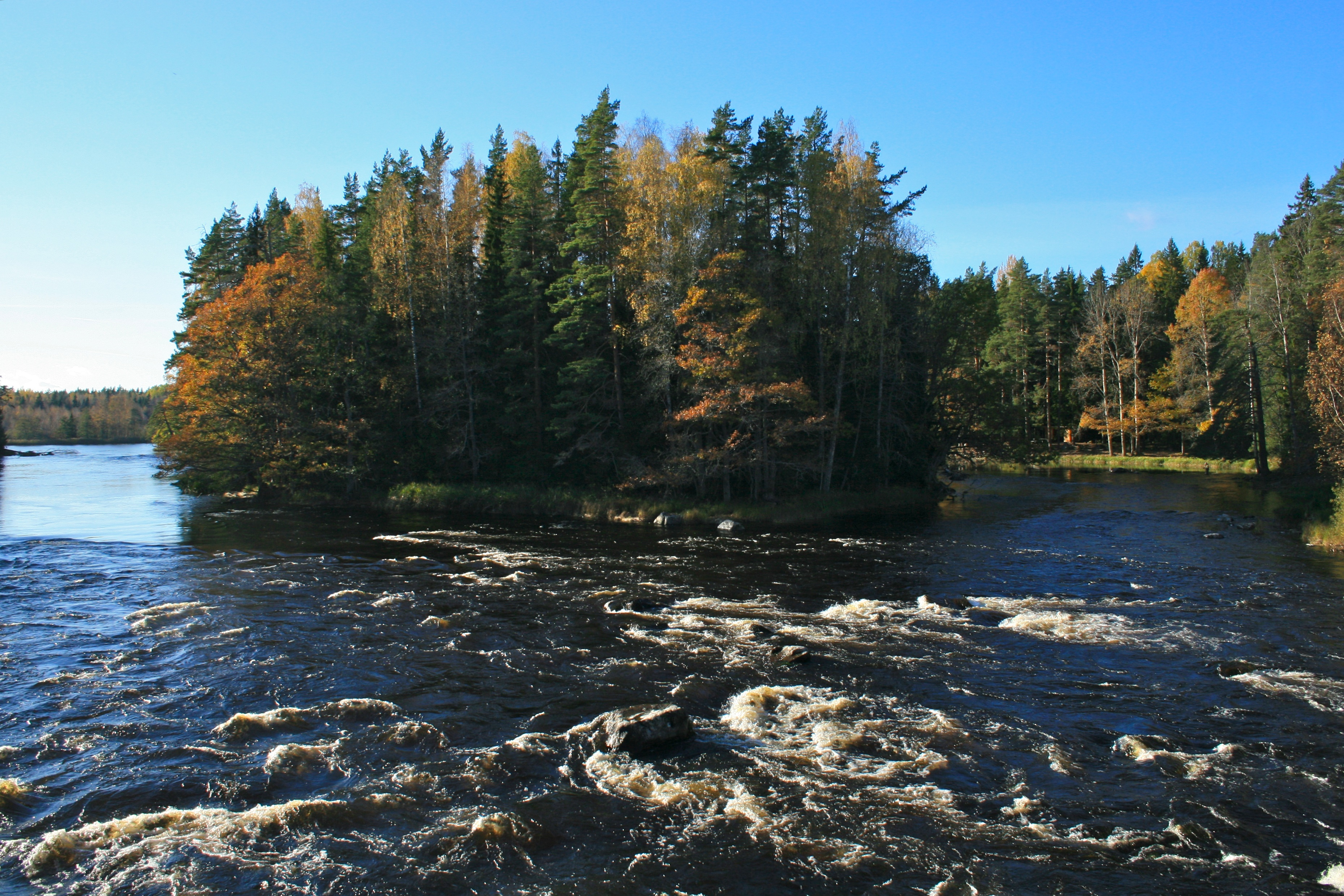
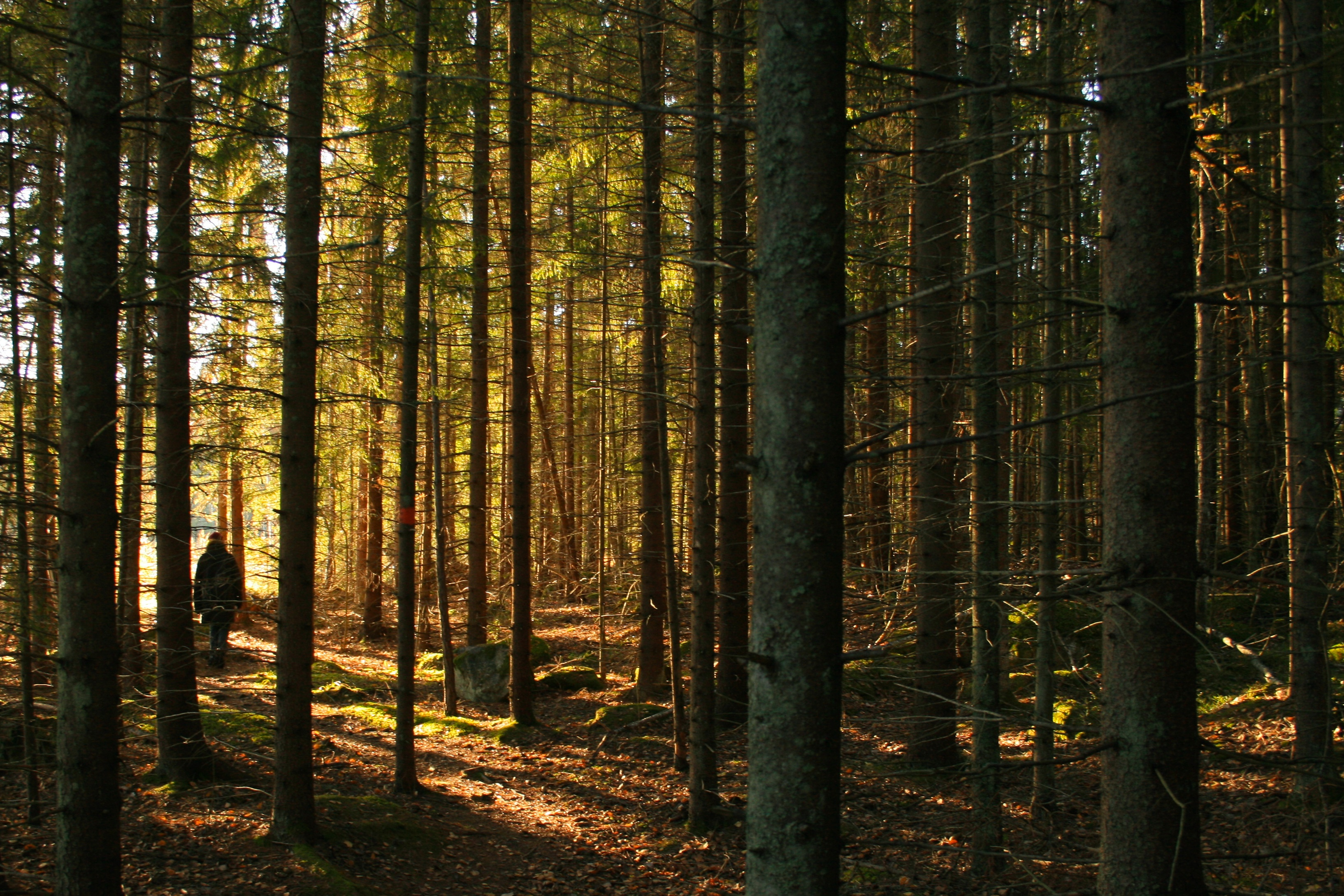